# Шилін Микола Олександрович
Микола Олександрович Шилін (нар. 19 лютого 1952 року в селі Олексіївка Первомайського району Харківської області) — український науковець у галузі правознавства, забезпечення національної безпеки. Доктор юридичних наук, професор спеціальної кафедри навчально-наукового Інституту державної безпеки Національної академії Служби безпеки України. 

## Життєпис
Після закінчення середньої школи в 1969 році, працював фрезерувальником на машинобудівному заводі у м. Зміїв Харківської області. Закінчив Харківський юридичний інститут в 1976 році за спеціальністю правознавство.
У 1997 р. вступив до аспірантури Національної академії СБ України, у 2010 р. – до докторантури НА СБУ. Захистив дисертації за спецтемами (кандидатська - 2002 р., докторська - 2012 р.). Звання доцента одержав у 2005
р., професора – у 2014 р. 
З 1997 р. - на викладацькій роботі в НА СБУ.

## Науковець і педагог
Опублікував близько 220 наукових, методичних та навчальних праць
(158 наукових статей, 6 монографій, 3 підручники). Під його керівництвом
захищено 5 докторських і 6 кандидатських дисертацій.
Член Науково-методичної ради Національної академії Служби безпеки
України (2012-2014); член Вченої ради Національної академії СБ України
(2010-2021), член, заступник голови спеціалізованої Вченої ради СРК
26.706.02 (2014-2022). З 2015 року по даний час член Експертної ради МОН
України з національної безпеки та спеціальних проблем оборони та
оборонно-промислового комплексу (проведення експертизи захищених
дисертацій закритого характеру). З 2020 року член Експертної ради секції
«Національна безпека і оборона» МОН України.

## Громадська діяльність
Академік АН вищої школи України за науковим відділенням національної безпеки (з 2022).

## Відзнаки
Державні нагороди – 20 медалей, цінний подарунок від Кабінету Міністрів України. Неодноразово заохочувався керівництвом Служби безпеки України та Національної академії СБ України за досягнуті показники в роботі. 
Заслужений юрист України (2015).